# Răng khểnh

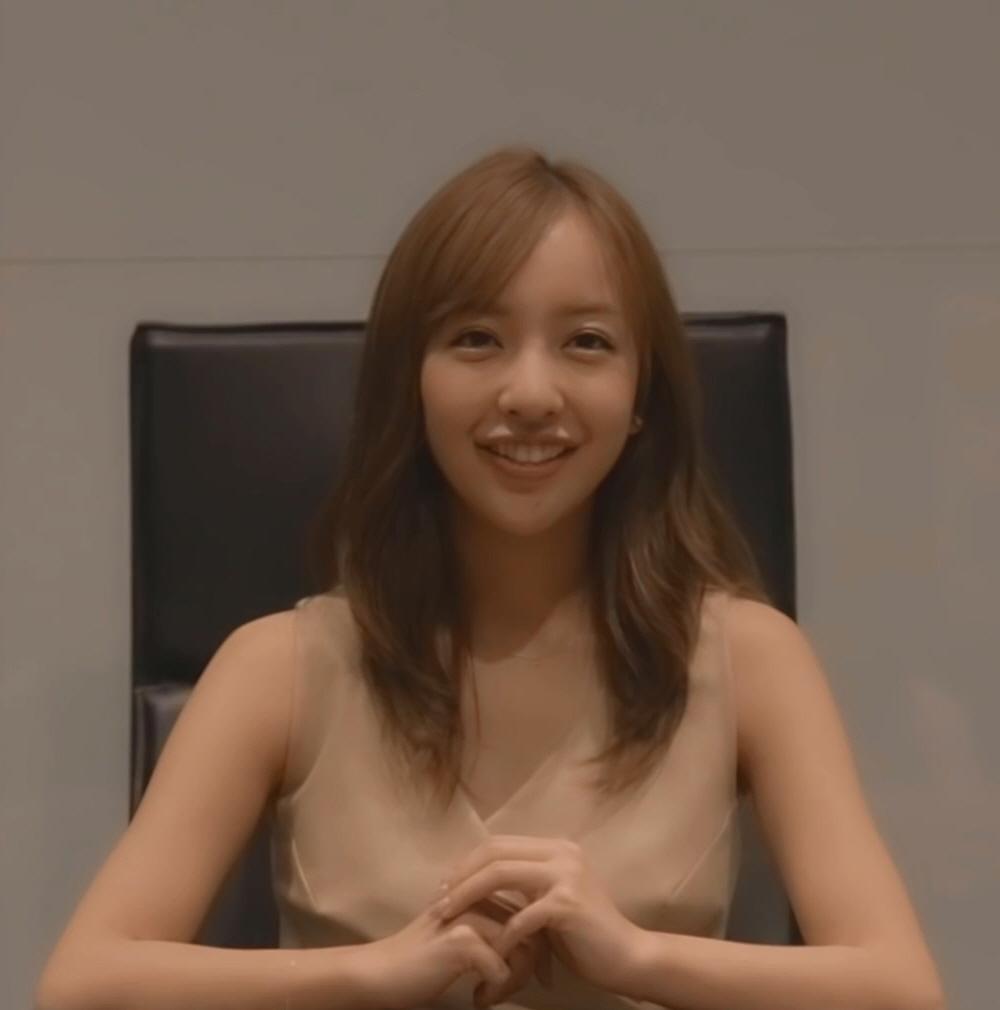
Ca sĩ Nhật Bản Itano Tomomi là một ca sĩ nổi tiếng với vẻ đẹp răng khểnh.

Răng khểnh là răng ở hàm trên của người, chúng gồm một cặp và có hình dạng giống răng nanh. Một răng khểnh thường là một chiếc răng chồng lên một chiếc răng khác hoặc nhô ra từ phần cao hơn của nướu.
Ở Nhật Bản, răng khểnh được coi là dấu hiệu của sự trẻ trung và vẻ đẹp tự nhiên. Vào năm 2013, răng khểnh trở thành một xu hướng mà các cô gái tuổi teen theo đuổi. Họ thông qua các thủ thuật nha khoa để tạo răng khểnh hàm trên.